# Julie McDonald
Julie Maree McDonald (14 marzo 1970) è un'ex nuotatrice australiana.
Specializzata nello stile libero, ha vinto la medaglia di bronzo negli 800 m sl ai Giochi olimpici di Seoul 1988 con il tempo di 8'22"93 tuttora primato nazionale australiano sulla distanza.

## Palmarès
- Giochi olimpici

Seoul 1988: bronzo negli 800 m sl.
- Giochi PanPacifici

1987 - Brisbane: oro negli 800 m sl e argento nei 400 m sl.
1989 - Tokyo: bronzo nei 1500 m sl.